# Euryarthrum gibbulum
Euryarthrum gibbulum är en skalbaggsart som beskrevs av Holzschuh 2008. Euryarthrum gibbulum ingår i släktet Euryarthrum och familjen långhorningar. Inga underarter finns listade i Catalogue of Life.